# Władimirskaja (stacja kolejowa)
Władimirskaja (ros. Владимирская) – stacja kolejowa w miejscowości Władimirskaja, w rejonie gatczyńskim, w obwodzie leningradzkim, w Rosji. Położona jest na kolejowej obwodnicy Petersburga.